# 拉什莫

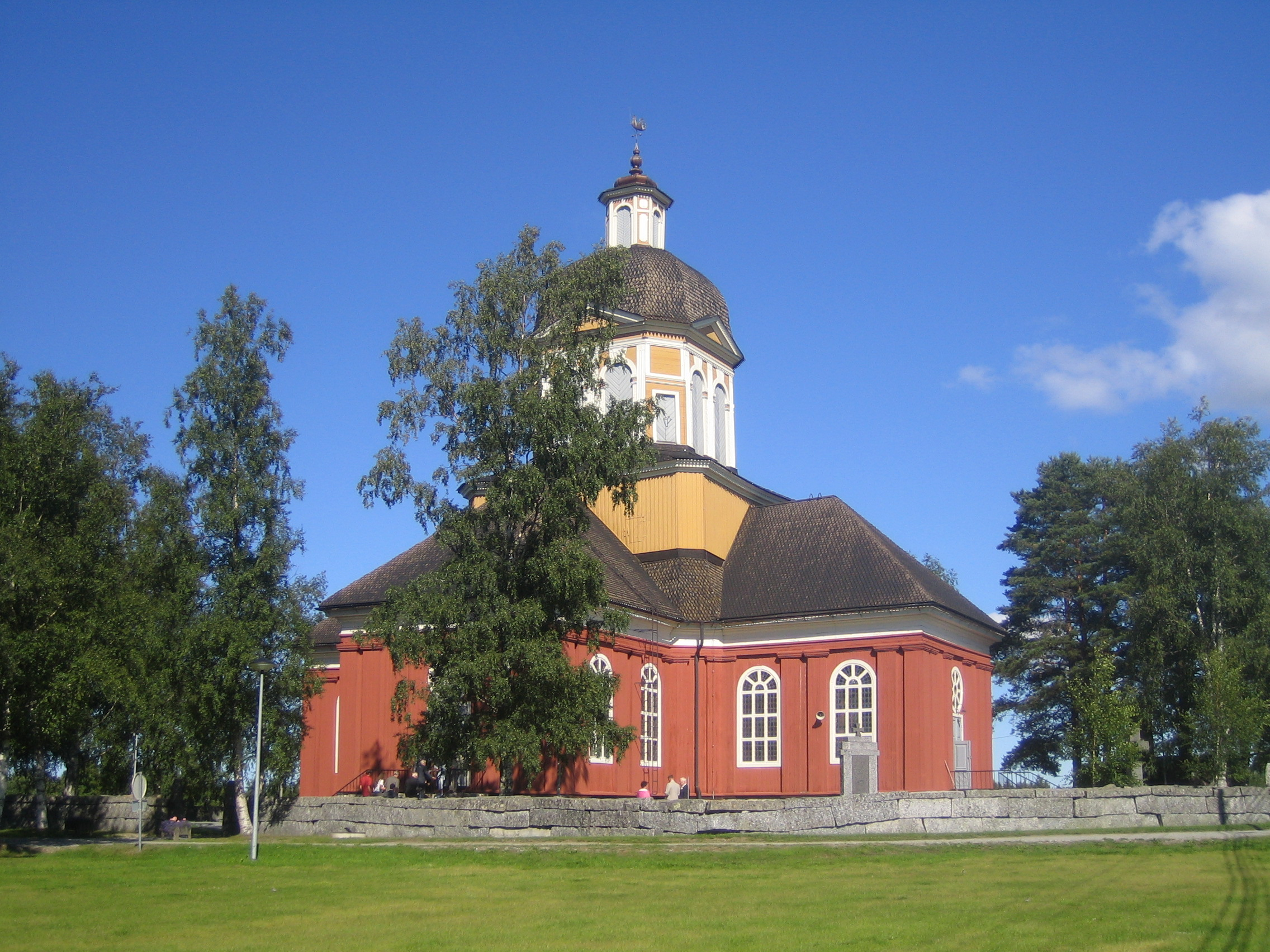

拉什莫是芬蘭的城鎮，位於該國西部，由博滕區負責管轄，始建於1867年，面積854平方公里，海岸線長度約500公里，2013年人口4,927，人口密度為每平方公里34.59人。

## 外部連結
- Municipality of Larsmo （页面存档备份，存于） – Official website
- Lake Larsmo
- A panoramic picture from the Öuran island
- Picture of the Grafton monument